# Saison 1998-1999 de la LHOu
Saison précédente Saison suivante
La saison 1998-1999 est la 33e saison de hockey sur glace de la Ligue de hockey de l'Ouest. Les Hitmen de Calgary remporte la Coupe du Président en battant en finale les Blazers de Kamloops.

## Saison régulière
Avant le début de la saison régulière, le Ice d'Edmonton est relocalisé vers Cranbrook en Colombie-Britannique et est renommée le Ice de Kootenay. 

### Classement
| Division Est             | PJ | V  | D  | N | Pts | BP  | BC  |
| ------------------------ | -- | -- | -- | - | --- | --- | --- |
| Raiders de Prince Albert | 72 | 45 | 22 | 5 | 95  | 288 | 213 |
| Wheat Kings de Brandon   | 72 | 39 | 29 | 4 | 82  | 293 | 267 |
| Warriors de Moose Jaw    | 72 | 39 | 31 | 2 | 80  | 292 | 262 |
| Broncos de Swift Current | 72 | 34 | 32 | 6 | 74  | 232 | 211 |
| Pats de Regina           | 72 | 24 | 43 | 5 | 53  | 238 | 312 |
| Blades de Saskatoon      | 72 | 16 | 49 | 7 | 39  | 184 | 291 |

| Division Centrale        | PJ | V  | D  | N | Pts | BP  | BC  |
| ------------------------ | -- | -- | -- | - | --- | --- | --- |
| Hitmen de Calgary        | 72 | 51 | 13 | 8 | 110 | 319 | 187 |
| Rebels de Red Deer       | 72 | 34 | 33 | 5 | 73  | 274 | 250 |
| Hurricanes de Lethbridge | 72 | 31 | 32 | 9 | 71  | 224 | 215 |
| Ice de Kootenay          | 72 | 30 | 35 | 7 | 67  | 245 | 276 |
| Tigers de Medicine Hat   | 72 | 15 | 56 | 1 | 31  | 185 | 323 |

| Division B.C.            | PJ | V  | D  | N  | Pts | BP  | BC  |
| ------------------------ | -- | -- | -- | -- | --- | --- | --- |
| Blazers de Kamloops      | 72 | 48 | 11 | 13 | 109 | 298 | 195 |
| Americans de Tri-City    | 72 | 43 | 23 | 6  | 92  | 311 | 219 |
| Thunderbirds de Seattle  | 72 | 37 | 24 | 11 | 85  | 279 | 236 |
| Cougars de Prince George | 72 | 34 | 32 | 6  | 74  | 255 | 264 |
| Winter Hawks de Portland | 72 | 23 | 36 | 13 | 59  | 215 | 278 |
| Rockets de Kelowna       | 72 | 25 | 42 | 5  | 55  | 241 | 282 |
| Chiefs de Spokane        | 72 | 19 | 44 | 9  | 47  | 193 | 268 |

### Meilleurs pointeurs
| Joueur         | Équipe          | PJ | B  | A  | Pts | Pun |
| -------------- | --------------- | -- | -- | -- | --- | --- |
| Pavel Brendl   | Calgary         | 68 | 73 | 61 | 134 | 40  |
| Brad Moran     | Calgary         | 71 | 60 | 58 | 118 | 96  |
| Dylan Gyori    | Tri-City        | 69 | 53 | 65 | 118 | 112 |
| Chad Hinz      | Moose Jaw       | 71 | 42 | 75 | 117 | 40  |
| Scott Gomez    | Tri-City        | 58 | 30 | 78 | 108 | 55  |
| Shawn McNeil   | Red Deer        | 72 | 44 | 59 | 103 | 87  |
| Brett McLean   | Kelowna/Brandon | 65 | 47 | 54 | 101 | 66  |
| Bret DeCecco   | Seattle         | 72 | 57 | 43 | 100 | 81  |
| Ryan Robson    | Brandon         | 72 | 33 | 61 | 94  | 35  |
| Oleg Saprykine | Seattle         | 66 | 47 | 46 | 93  | 107 |

### Meilleurs gardiens
| Joueur              | Équipe        | PJ | Min.  | V  | D  | N  | BC  | Bl | Arr.   | Moy  |
| ------------------- | ------------- | -- | ----- | -- | -- | -- | --- | -- | ------ | ---- |
| Kenric Exner        | Kamloops      | 51 | 2 967 | 34 | 6  | 8  | 114 | 5  | 91,2 % | 2,31 |
| Bryce Wandler       | Swift Current | 51 | 2 885 | 23 | 20 | 4  | 123 | 3  | 90,5 % | 2,56 |
| Alexander Fomitchev | Calgary       | 57 | 3 321 | 39 | 10 | 7  | 142 | 4  | 90,1 % | 2,57 |
| Evan Lindsay        | Prince Albert | 56 | 3 336 | 34 | 16 | 5  | 158 | 1  | 90,5 % | 2,84 |
| Cody Rudkowsky      | Seattle       | 64 | 3 670 | 34 | 17 | 10 | 177 | 7  | 92,0 % | 2,89 |

## Séries éliminatoires
|  | Huitièmes de finale      | Huitièmes de finale      |                          |   | Quarts de finale | Quarts de finale |  |  | Demi-finales | Demi-finales |  |  | Finale | Finale |
|  | Huitièmes de finale      | Huitièmes de finale      |                          |   | Quarts de finale | Quarts de finale |  |  | Demi-finales | Demi-finales |  |  | Finale | Finale |
|  |                          |                          |                          |   |                  |                  |  |  |              |              |  |  |        |        |
|  |                          |                          |                          |   |                  |                  |  |  |              |              |  |  |        |        |
|  |                          |                          |                          |   |                  |                  |  |  |              |              |  |  |        |        |
|  | Hitmen de Calgary        | 4                        |                          |   |                  |                  |  |  |              |              |  |  |        |        |
|  | Hitmen de Calgary        | 4                        |                          |   |                  |                  |  |  |              |              |  |  |        |        |
|  | Ice de Kootenay          | 3                        |                          |   |                  |                  |  |  |              |              |  |  |        |        |
|  | Ice de Kootenay          | 3                        | Hitmen de Calgary        | 4 |                  |                  |  |  |              |              |  |  |        |        |
|  |                          |                          | Hitmen de Calgary        | 4 |                  |                  |  |  |              |              |  |  |        |        |
|  |                          | Rebels de Red Deer       | 0                        |   |                  |                  |  |  |              |              |  |  |        |        |
|  | Rebels de Red Deer       | Rebels de Red Deer       | 0                        | 4 |                  |                  |  |  |              |              |  |  |        |        |
|  | Rebels de Red Deer       |                          |                          | 4 |                  |                  |  |  |              |              |  |  |        |        |
|  | Wheat Kings de Brandon   | 1                        |                          |   |                  |                  |  |  |              |              |  |  |        |        |
|  | Wheat Kings de Brandon   | 1                        | Hitmen de Calgary        | 4 |                  |                  |  |  |              |              |  |  |        |        |
|  |                          |                          | Hitmen de Calgary        | 4 |                  |                  |  |  |              |              |  |  |        |        |
|  |                          | Raiders de Prince Albert | 1                        |   |                  |                  |  |  |              |              |  |  |        |        |
|  | Raiders de Prince Albert | Raiders de Prince Albert | 1                        | 4 |                  |                  |  |  |              |              |  |  |        |        |
|  | Raiders de Prince Albert |                          |                          | 4 |                  |                  |  |  |              |              |  |  |        |        |
|  | Hurricanes de Lethbridge | 0                        |                          |   |                  |                  |  |  |              |              |  |  |        |        |
|  | Hurricanes de Lethbridge | 0                        | Raiders de Prince Albert | 4 |                  |                  |  |  |              |              |  |  |        |        |
|  |                          |                          | Raiders de Prince Albert | 4 |                  |                  |  |  |              |              |  |  |        |        |
|  |                          | Warriors de Moose Jaw    | 1                        |   |                  |                  |  |  |              |              |  |  |        |        |
|  | Warriors de Moose Jaw    | Warriors de Moose Jaw    | 1                        | 4 |                  |                  |  |  |              |              |  |  |        |        |
|  | Warriors de Moose Jaw    |                          |                          | 4 |                  |                  |  |  |              |              |  |  |        |        |
|  | Broncos de Swift Current | 2                        |                          |   |                  |                  |  |  |              |              |  |  |        |        |
|  | Broncos de Swift Current | 2                        | Hitmen de Calgary        | 4 |                  |                  |  |  |              |              |  |  |        |        |
|  |                          |                          | Hitmen de Calgary        | 4 |                  |                  |  |  |              |              |  |  |        |        |
|  |                          | Blazers de Kamloops      | 1                        |   |                  |                  |  |  |              |              |  |  |        |        |
|  | Blazers de Kamloops      | Blazers de Kamloops      | 1                        | 4 |                  |                  |  |  |              |              |  |  |        |        |
|  | Blazers de Kamloops      |                          |                          | 4 |                  |                  |  |  |              |              |  |  |        |        |
|  | Rockets de Kelowna       | 2                        |                          |   |                  |                  |  |  |              |              |  |  |        |        |
|  | Rockets de Kelowna       | 2                        | Blazers de Kamloops      |   |                  |                  |  |  |              |              |  |  |        |        |
|  |                          |                          |                          |   |                  |                  |  |  |              |              |  |  |        |        |
|  |                          | Laissé-passé             |                          |   |                  |                  |  |  |              |              |  |  |        |        |
|  |                          |                          |                          |   |                  |                  |  |  |              |              |  |  |        |        |
|  |                          |                          |                          |   |                  |                  |  |  |              |              |  |  |        |        |
|  |                          |                          |                          |   |                  |                  |  |  |              |              |  |  |        |        |
|  | Blazers de Kamloops      | 4                        |                          |   |                  |                  |  |  |              |              |  |  |        |        |
|  | Blazers de Kamloops      | 4                        |                          |   |                  |                  |  |  |              |              |  |  |        |        |
|  |                          | Americans de Tri-City    | 0                        |   |                  |                  |  |  |              |              |  |  |        |        |
|  | Americans de Tri-City    | Americans de Tri-City    | 0                        | 4 |                  |                  |  |  |              |              |  |  |        |        |
|  | Americans de Tri-City    |                          |                          | 4 |                  |                  |  |  |              |              |  |  |        |        |
|  | Winter Hawks de Portland | 0                        |                          |   |                  |                  |  |  |              |              |  |  |        |        |
|  | Winter Hawks de Portland | 0                        | Americans de Tri-City    | 3 |                  |                  |  |  |              |              |  |  |        |        |
|  |                          |                          | Americans de Tri-City    | 3 |                  |                  |  |  |              |              |  |  |        |        |
|  |                          | Thunderbirds de Seattle  | 1                        |   |                  |                  |  |  |              |              |  |  |        |        |
|  | Thunderbirds de Seattle  | Thunderbirds de Seattle  | 1                        | 4 |                  |                  |  |  |              |              |  |  |        |        |
|  | Thunderbirds de Seattle  |                          |                          | 4 |                  |                  |  |  |              |              |  |  |        |        |
|  | Cougars de Prince George | 3                        |                          |   |                  |                  |  |  |              |              |  |  |        |        |
|  | Cougars de Prince George | 3                        |                          |   |                  |                  |  |  |              |              |  |  |        |        |

## Honneurs et trophées
- Trophée Scotty-Munro, remis au champion de la saison régulière : Hitmen de Calgary.
- Trophée commémoratif des quatre Broncos, remis au meilleur joueur : Cody Rudkowsky, Thunderbirds de Seattle.
- Trophée Daryl-K.-(Doc)-Seaman, remis au meilleur joueur étudiant : Chris Nielsen, Hitmen de Calgary.
- Trophée Bob-Clarke, remis au meilleur pointeur : Pavel Brendl, Hitmen de Calgary.
- Trophée Brad-Hornung, remis au joueur ayant le meilleur esprit sportif : Matt Kinch, Hitmen de Calgary.
- Trophée commémoratif Bill-Hunter, remis au meilleur défenseur : Brad Stuart, Hitmen de Calgary.
- Trophée Jim-Piggott, remis à la meilleure recrue : Pavel Brendl, Hitmen de Calgary.
- Trophée Del-Wilson, remis au meilleur gardien : Cody Rudkowsky, Thunderbirds de Seattle.
- Trophée Dunc-McCallum, remis au meilleur entraîneur : Don Hay, Americans de Tri-City.
- Trophée Lloyd-Saunders, remis au membre exécutif de l'année : Don Hay, Americans de Tri-City.
- Trophée Allen-Paradice, remis au meilleur arbitre : Kelly Sutherland.
- Trophée St. Clair Group, remis au meilleur membre des relations publique : Scott Clark, Pats de Regina.
- Trophée humanitaire de l'année, remis au joueur ayant démontré la meilleure implication auprès de sa communauté : Andrew Ference, Winter Hawks de Portland.
- Trophée plus-moins de la WHL, remis au joueur ayant le meilleur ratio +/- : Pavel Brendl, Hitmen de Calgary.
- Trophée airBC, remis au meilleur joueur en série éliminatoire : Brad Moran, Hitmen de Calgary.